# وارهيمر: فيرمنتايد 2
وارهيمر: فيرمنتايد 2 (بالإنجليزية: Warhammer: Vermintide 2)‏، هي لعبة فيديو من نوع تصويب منظور الشخص الأول وأكشن، صدرت اللعبة في شهر أبريل 2018، وتعمل على منصة بلاي ستيشن 4، مايكروسوفت ويندوز وإكس بوكس ون، وهي من تطوير ونشر شركة فاتشارك السويدية.

## الموقع الخارجي
- الموقع الرسمي